# سفر عزرا
سفر عزرا هو أحد أسفار العهد القديم، وهو السفر العاشر في القسم الثاني من أقسام العهد القديم المسمى (تاريخ العهد القديم)، وفقاً لترتيب النسخة العربية من الكتاب المقدس التي اعتمدت في ترتيبها لأسفار العهد القديم على الأسفار التي ترجمت عن اللغة العبرية أولاً ثم التي ترجمت عن اليونانيه ثم العهد الجديد.
فنجد ترتيب سفر (عزرا) مختلفاً في الكتب المقدسة التي تعتمد على التقليد العبري في ترتيب الأسفار. على الأغلب ظهر السفر في صورته الأولى حوالي عام 399 قبل الميلاد، واستمر تنقيحه وتعديله لعدة قرون قبل أن يتم قبوله كنص مقدس في أوائل العصر المسيحي.

## إصحاحات وشرح سفر عزرا
وضع سفر عزرا في عشر إصحاحات يبدأ بذكر الترخيص الذي أعطاه الملك قورش ملك الفرس لبني إسرائيل ليعيدوا بناء هيكل أورشليم.
فعاد إلى أورشليم بعض الذين كانوا في المنفى، وحين عادوا إلى أورشليم اهتموا قبل كل شيء بترميم المذبح وإعادة تنظيم شعائر العبادة.
وعندما استعدوا، قامت ضدهم معارضة من بعض خصومهم وبالأخص السامريين، فتم تبادل الرسائل مع الإدارة الفارسية، وعلى إثرها ثبت الترخيص واستمرت أعمال البناء.
ويروي القسم الثاني من كتاب عزرا أن الملك ارتحتششتا أرسل الكاهن (عزرا - עזרא) إلى أورشليم بعد مئة سنة من إعادة بناء الهيكل، فأنعش الإيمان وقام بإصلاح ديني في هذه المدينة.
يشدد كتاب عزرا على نقاوة الإيمان المرتبط بالحياة، ويشير إلى شجاعة عزرا עזרא الكاهن المصلح لإعادة الممارسة الدينية إلى شعبه.
من المعروف أن كاتب السفر هو عزرا الكاهن الملقب بالكاتب وهو كاتب شهير وقام بإصلاحات كثيرة.
ويشار إلى أن «عزرا» هو اسم مختصر من «عزريا»، وهو اسم عبري يعني «عون».